# Председатели Государственной думы Российской империи
Председатель Государственной думы Российской империи — государственная должность в Российской империи.

## Список
| Портрет | Имя                          | Партийная принадлежность | Годы жизни | Даты председательства                                        | Созыв  |
| ------- | ---------------------------- | ------------------------ | ---------- | ------------------------------------------------------------ | ------ |
|         | Сергей Андреевич Муромцев    | Кадет                    | 1850—1910  | 27 апреля — 8 июля 1906 года                                 | I      |
|         | Фёдор Александрович Головин  | Кадет                    | 1867—1937  | 20 февраля — 3 июня 1907                                     | II     |
|         | Николай Алексеевич Хомяков   | Октябрист                | 1850—1925  | 1 ноября 1907 — 6 марта 1910                                 | III    |
|         | Александр Иванович Гучков    | Октябрист                | 1862—1936  | 10 марта — 20 июня 1910 года 29 октября 1910 — 15 марта 1911 | III    |
|         | Михаил Владимирович Родзянко | Октябрист                | 1859—1924  | 22 марта 1911 — 9 июня 1912 15 ноября 1912 — 6 октября 1917  | III IV |